# کارا الخالده
کارا الخالده (اسپانیایی: Karra Elejalde‎؛ زادهٔ ۱۰ اکتبر ۱۹۶۰) بازیگر اهل اسپانیا است.
از فیلم‌ها یا برنامه‌های تلویزیونی که وی در آن نقش داشته‌است، می‌توان به وقت تنگ است، شهد پرتقال، ۱۰۰ متر، جهش به پوچی، راهنمای عشق چندنفره برای مبتدیان، ذیبا، زمین، سوئیس کوچک، سنجاب قرمز، ۱۸۹۸، آخرین مردان ما در فیلیپین و کیسه هوا اشاره کرد.